# Panic (livro)
Pânico é um livro escrito por Jeff Abbott e editado em Portugal pela Civilização Editora. É um thriller que combina uma tragédia familiar, intriga internacional e o poder redentor do amor.

## Sinopse
A vida está a correr muito bem a Evan Casher: com vinte e poucos anos anos, é já um famoso realizador de documentários.
Após um telefonema da mãe, faz uma viagem de sua casa, em Austin, a Houston, no Texas. Aí encontra a mãe morta, violentamente assassinada e foge a uma tentativa de homicídio. Evan vê-se então confrontado com uma dura realidade: todo o seu passado não passa de uma mentira engenhosamente fabricada.

## O Enredo
Um jovem e bem sucedido realizador de documentários vê-se envolvido numa intrincada história de morte e espionagem, perseguido por um homem cuja motivação dúbia parece implicar a sua própria agora questionável identidade.
O cosmos pessoal de Evan Casher começa por ser seriamente abalado quando recebe um telefonema ansioso da mãe pedindo-lhe que vá ter com ela e acaba por desabar no momento em que a encontra morta na casa da família em Houston em circunstâncias brutais.
Este acontecimento arremessa-o para um mundo irregular, imprevisível no qual surgem personagens que o pretendem guiar na descoberta da sua verdadeira identidade e outras que boicotam a sua determinação em desvendar a identidade do assassino da mãe e em simultâneo descobrir o paradeiro do pai.
A busca de Evan resume-se a uma cruzada particular cuja principal motivação é a descoberta do responsável pela morte da mãe, no entanto, pelo caminho, depara-se com factos que o obrigam a questionar toda a realidade familiar vivenciada ao longo dos anos e que se lhe apresenta agora como difusa, uma existência paralela mantida na penumbra e que agora lhe surge como um conjunto de imagens desfocadas da vida que conhecera até então.
As origens comuns dos pais e do assassino da mãe, o sequestro consentido do pai, a relação de improvável parentesco entre eles, a conspiração e a espionagem/ contra-espionagem que pautam a vida de crianças agora homens e mulheres educadas para o fim único de seguirem cegamente as ordens de um governo assim que ultimados, tornam esta obra de Jeff Abbott apelativa a um universo de leitores particularmente interessados em questões relacionadas com teorias da conspiração e em construções narrativas de proeminência dialogal.
O ruir do mundo de certezas em que crescera, manifesta-se a Evan sob a forma do pânico que empresta o nome ao livro.
A segurança, a impressão de protecção, limitavam-se a ser uma ilusão alimentada por um governo manipulador, pouco consciente de que a mente humana não é totalmente controlável e que basta um membro perturbado num grupo para que a engrenagem vacile.
Mas é também este pânico inicialmente paralisante que acaba afinal por emprestar a Evan a força por vezes sobre-humana com que enfrenta os seus inimigos.